# Vulnerable (album)
Albums de The Used
Artwork
(2009) Imaginary Enemy
(2014)
Vulnerable est le cinquième album du groupe de rock alternatif américain The Used publié le 27 mars 2012.

## Liste des chansons
Toute la musique est composée par The Used.
| No  | Titre                   | Durée |
| --- | ----------------------- | ----- |
| 1.  | I Come Alive            | 3:16  |
| 2.  | This Fire               | 3:15  |
| 3.  | Hands and Faces         | 3:26  |
| 4.  | Put Me Out              | 4:02  |
| 5.  | Shine                   | 4:04  |
| 6.  | Now That You're Dead    | 4:07  |
| 7.  | Give Me Love            | 3:19  |
| 8.  | Moving On               | 4:01  |
| 9.  | Getting Over You        | 3:46  |
| 10. | Kiss It Goodbye         | 3:23  |
| 11. | Hurt No One             | 3:21  |
| 12. | Together Burning Bright | 3:51  |